# شلالات ويبستر
شلالات ويبستر Webster's Falls في أنتاريو في كندا يبلغ ارتفاع 22 متر (72 قدم)، مشهورة بمناظرها البانورامية، ستارة كلاسيكية / شلال غطس موجود في Spencer Gorge / Webster's Falls Conservation Area في هاميلتون، أونتاريو، كندا. يتدفق الماء أسفل سبنسر كريك. في الماضي، كانت الشلالات معروفة بأسماء مختلفة مثل شلالات دكتور هاملتون وسبنسر فولز وهارت فولز وفيشر فولز وشلالات فلامبورو. 
يمر جسر المشاة المرصوف بالحصى، بالإضافة إلى جسر المشاة الحجري الخرساني الأحدث والأضيق، فوق سبنسر كريك إلى الجانب الغربي.  تعمل خدمة النقل المكوكية الآن بين منطقة وقوف السيارات الكبيرة خارج Dundas و Spencer Gorge / Webster Falls Conservation Area، للزوار للوصول إلى هذه المنطقة المحمية الشهيرة في عطلات نهاية الأسبوع والعطلات من السبت 13 مايو إلى الأحد 29 أكتوبر 2017.

## شلالات بيبي ويبستر
شلالات بيبي ويبستر عبارة عن شلال شريطي معقد يحتوي على مياه بشكل أساسي أثناء العواصف الموسمية وبعد ذوبان الثلوج في فصل الشتاء. ارتفاعه 20 مترا وعرضه 3 أمتار (10 اقدم) يقع على أحد روافد جدول سبنسر، على واد منفصل بالقرب من شلالات ويبستر ويمكن رؤيته من أعلى المضيق. أجرى رجال الإطفاء في هاميلتون ما مجموعه 163 عملية إنقاذ بالحبال بين عامي 2005 وأغسطس 2016، وقد حدث الكثير منها في شلالات ويبستر وتيو.  في عام 2016، حدثت حالتا وفاة في شلالات هاميلتون بحلول يوليو. 

## الصور

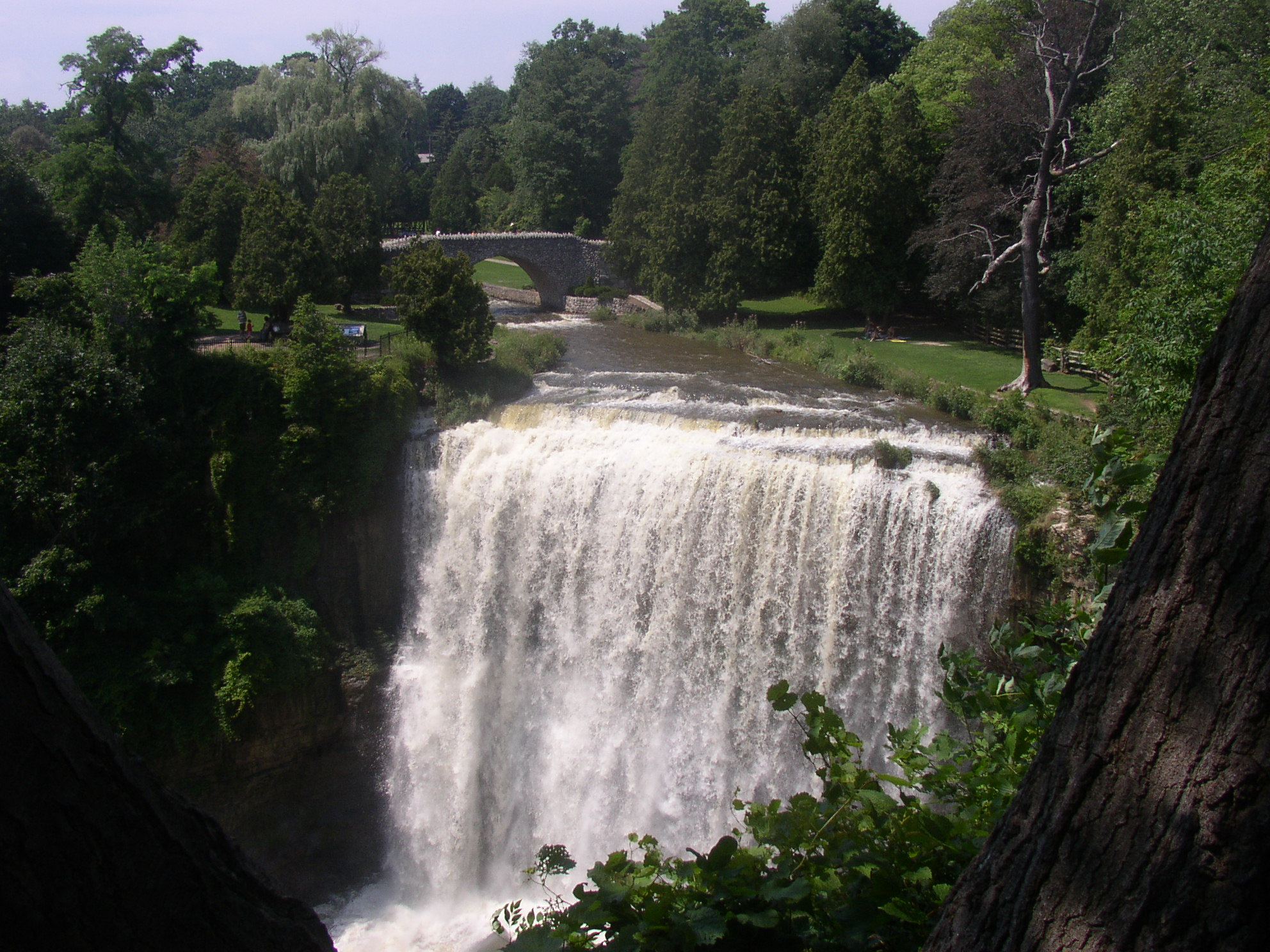
شلالات ويبستر في الصيف
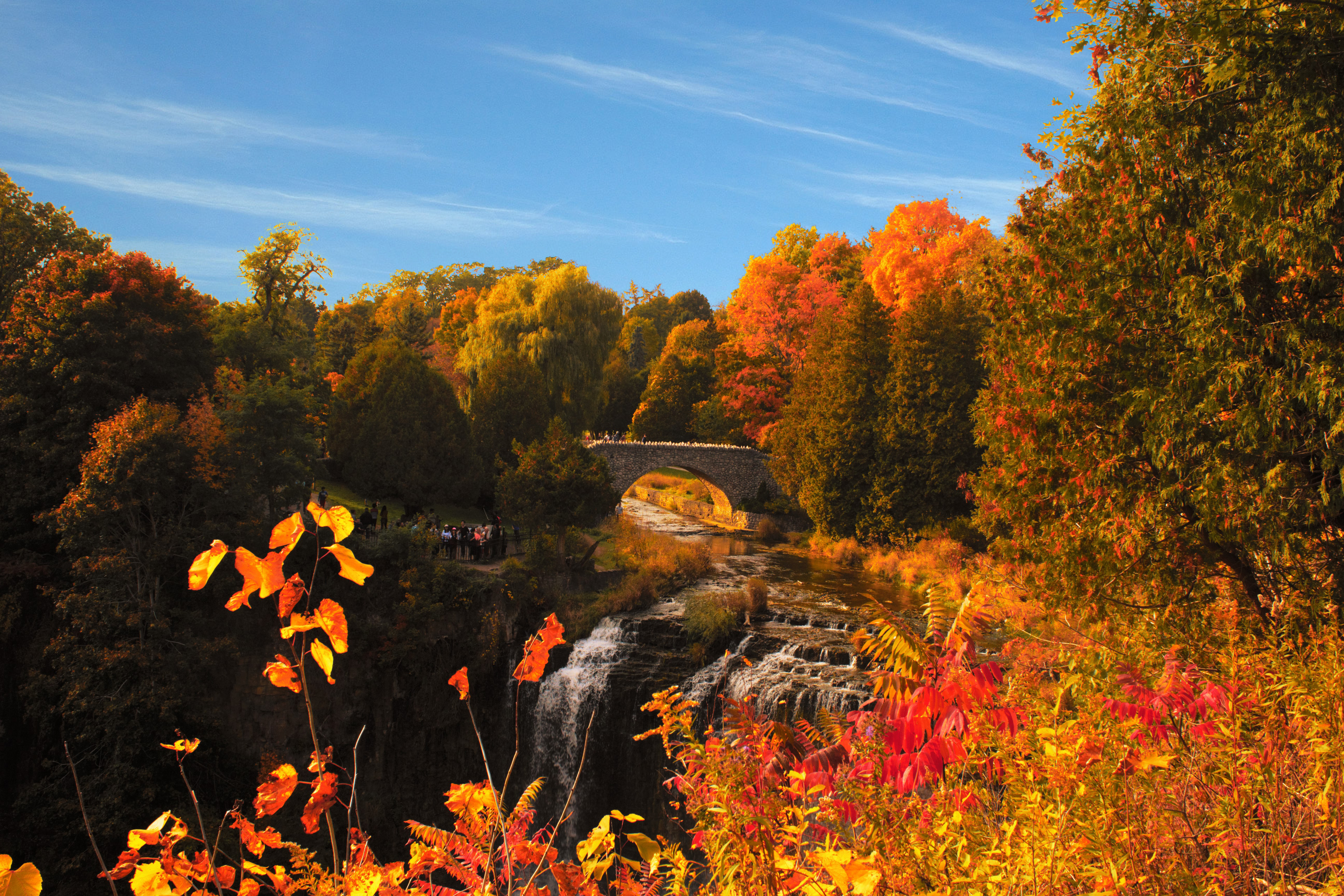
شلالات ويبستر في الخريف
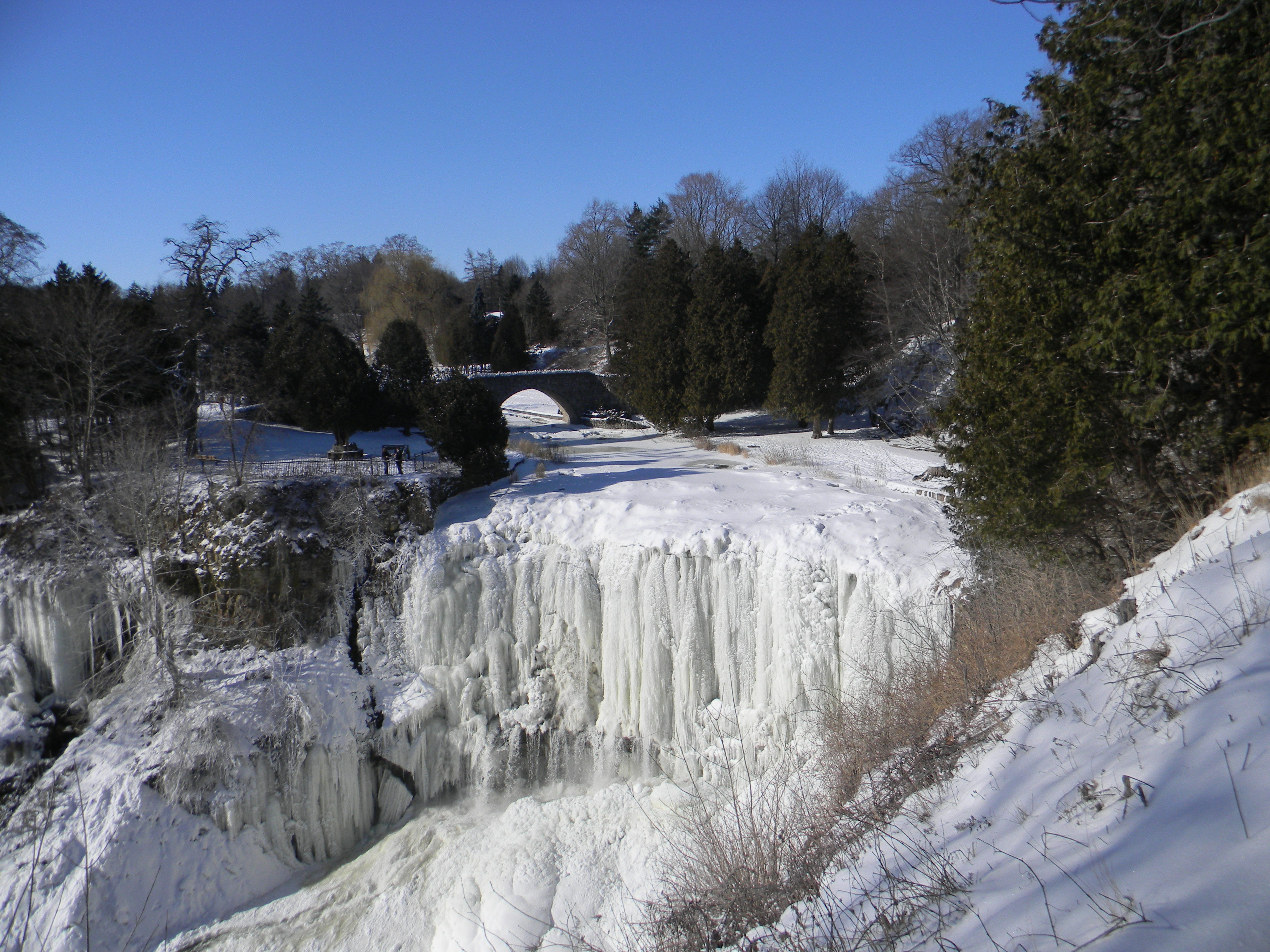
شلالات ويبستر في الشتاء
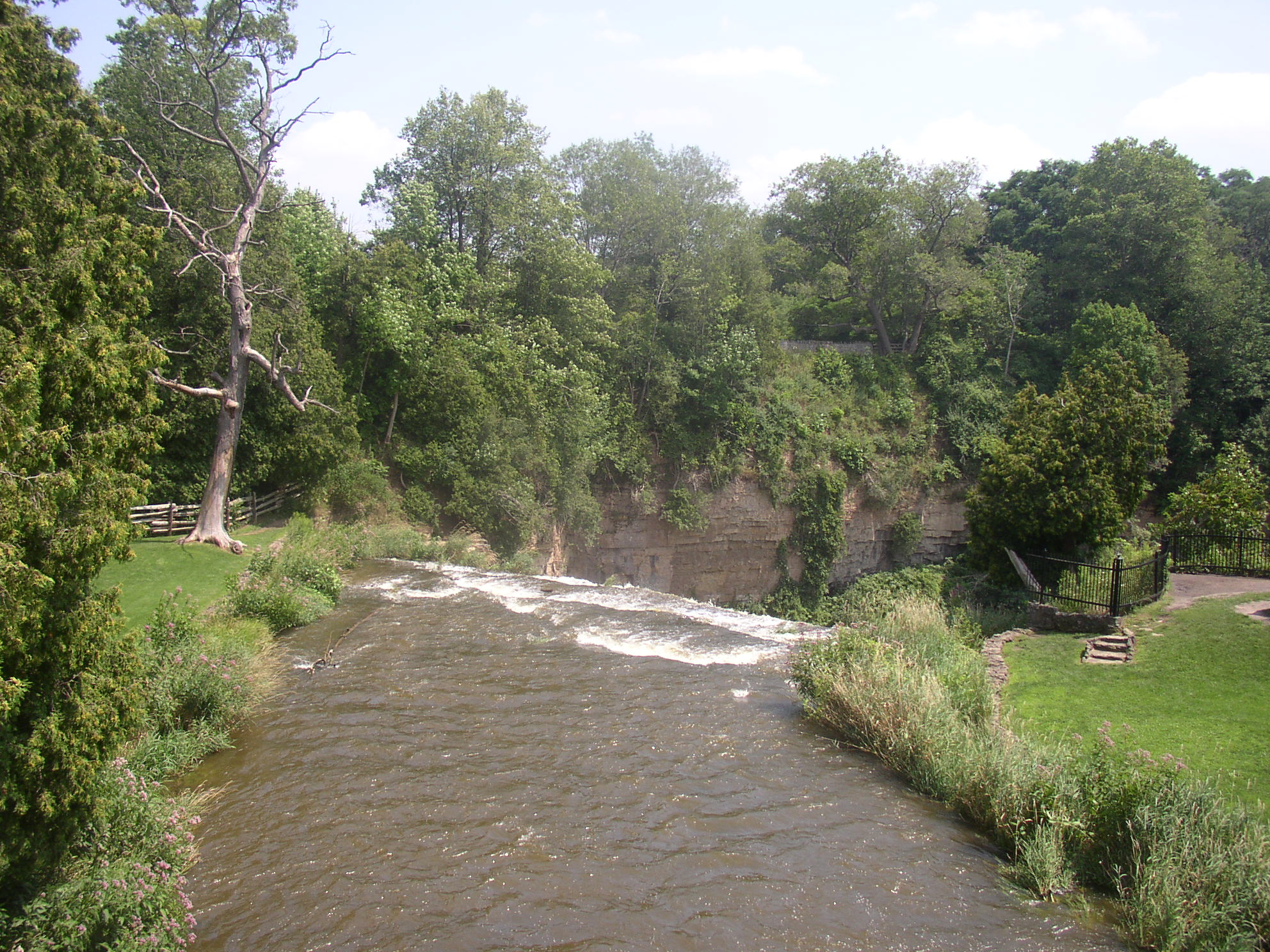
شلالات ويبستر
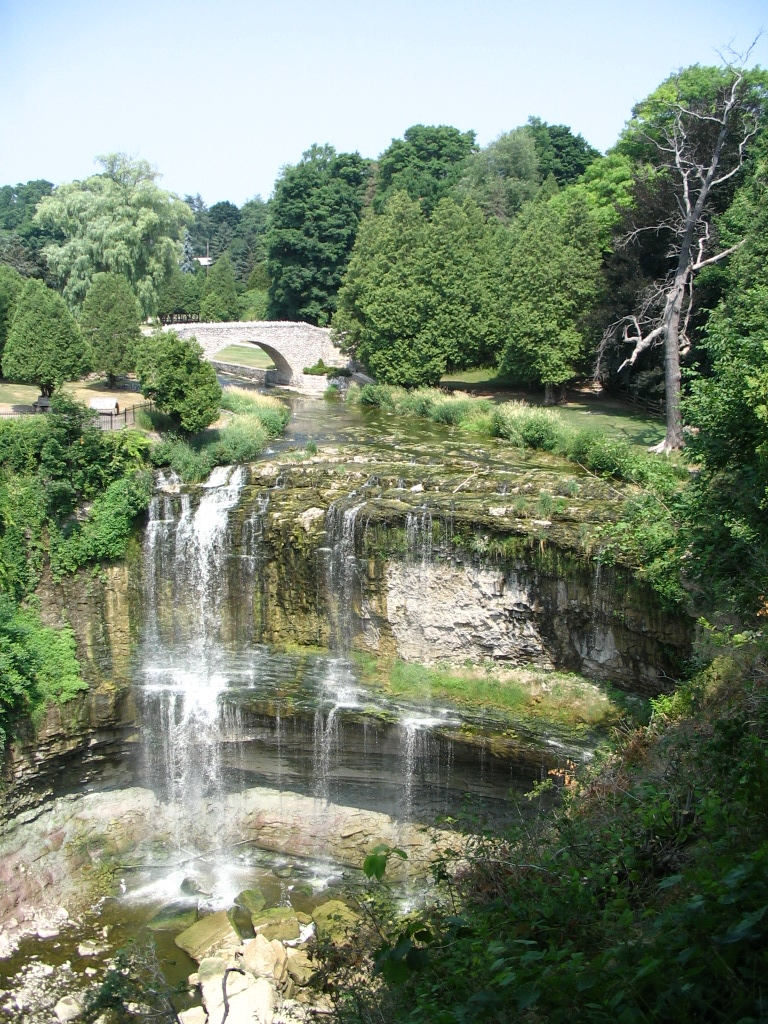
شلالات ويبستر

## أنظر أيضا
- قائمة الشلالات في هاميلتون في أونتاريو

## الروابط الخارجية
- شلالات أونتاريو - شلالات ويبستر
- شلالات وشلالات هاميلتون (www.waterfalls.hamilton.ca)
- هاميلتون- "عاصمة الشلال في العالم" (www.cityofwaterfalls.ca)
- بطاقات بريدية عتيقة: الشلالات في وحول هاميلتون، أونتاريو نسخة محفوظة 15 مايو 2008 على موقع واي باك مشين.

### الخرائط
- خريطة هاميلتون شلال PDF. (http://map.hamilton.ca)

### مقاطع فيديو
- يوتيوب: Waterfalls of Hamilton، Ontario & the Niagara Escarpment